# Simetria en mecànica quàntica
Les simetries en mecànica quàntica descriuen característiques de l'espai-temps i de les partícules que no canvien sota alguna transformació, en el context de la mecànica quàntica, la mecànica quàntica relativista i la teoria quàntica de camps, i amb aplicacions en la formulació matemàtica del model estàndard i la física de la matèria condensada. En general, la simetria en física, la invariància i les lleis de conservació són limitacions fonamentalment importants per formular teories i models físics. A la pràctica, són mètodes potents per resoldre problemes i predir què pot passar. Tot i que les lleis de conservació no sempre donen la resposta al problema directament, formen les restriccions correctes i els primers passos per resoldre una multitud de problemes.
Aquest article descriu la connexió entre la forma clàssica de simetries contínues així com els seus operadors quàntics, i els relaciona amb els grups de Lie i les transformacions relativistes en el grup de Lorentz i el grup de Poincaré.

## Notació
Les convencions de notació utilitzades en aquest article són les següents. La negreta indica vectors, quatre vectors, matrius i operadors vectorials, mentre que els estats quàntics utilitzen la notació bra–ket. Els barrets amples són per als operadors, els barrets estrets són per als vectors unitaris (incloent els seus components en notació d'índex tensor). S'utilitza la convenció de suma sobre els índexs de tensors repetits, tret que s'indiqui el contrari. La signatura mètrica de Minkowski és (+−−−).

## Transformacions de simetria sobre la funció d'ona en mecànica quàntica no relativista

### Simetries contínues
Generalment, la correspondència entre simetries contínues i lleis de conservació ve donada pel teorema de Noether.
La forma dels operadors quàntics fonamentals, per exemple l'energia com a derivada de temps parcial i el moment com a gradient espacial, es fa clara quan es considera l'estat inicial, i després en canvia lleugerament un paràmetre. Això es pot fer per a desplaçaments (longituds), durades (temps) i angles (rotacions). A més, es pot veure la invariància de determinades quantitats fent aquests canvis en longituds i angles, il·lustrant la conservació d'aquestes magnituds.

### Visió general de la teoria de grups de Lie
A continuació es mostren els punts clau de la teoria de grups rellevants per a la teoria quàntica, es donen exemples al llarg de l'article. Per a un enfocament alternatiu amb grups matricials, vegeu els llibres de Hall.
Sigui G un grup de Lie, que és un grup que localment està parametritzat per un nombre finit N de paràmetres reals variables contínuament ξ1, ξ₂, ..., ξN ξ1, ξ₂, ..., ξN ξ1, ξ₂, ..., ξN . En un llenguatge més matemàtic, això vol dir que G és una varietat llisa que també és un grup, per al qual les operacions de grup són suaus.